# أدهار أبران

صورة

ادهار أبران هو جبل يوجد في منطقة الريف في شمال المغرب وهناك وقعت معركة تاريخية بين المجاهدين الريفيين ضد المستعمر الإسباني وسميت هذه المعركة بمعركة أدهار أبران، وهي الأولى في مسار معارك التحرير تأتي بعدها الملحمة الكبرى «أنوال» وانتصر المجاهدون الريفيون على المستعمر الإسباني ونجحوا في طرده من كل منطقة الريف. ولقد سجلت هذه الملحمة في التاريخ الحديث.

## قصيدة ريفية بشأن ادهار أبران
- ياتلة «أبران» ياسوسة العظام
- ياتلة «أبران» ياسوسة العظام
- من طمع في احتلالك سيخدعه الزمان
- كما خدع الإسبان حين دخلوا تمسمان
- فيك انفجرت المدافع وصهلت الخيول
- وفيك سقط جنود الإسبان صرعى كالاسماك
- القبعات فوق رؤوسهم كالفلفل الأخضر
- جنود القبطان «ويلبا» هجموا على تمسمان
- تمسمان ليست سهلة وهل تظنها شقائق نعمان؟
- سيكون مصيرك والله كمصير الغزاة السابقين
- يا تلة «أبران» يا سوسة العظام
- من طمع في احتلالك سيخدعه الزمان
- كما خدع السفن التي تمخر أمواج البحر
- على أرضك همهمت المدافع وقتل الحاكم والترجمان
- أنتم رجال الريف مقاومون منذ القدم
- قاومتم بأيديكم وقاومت نساؤكم معكم
- حاملات لأقداح الماء يصعدن الهضاب والتلال
- يا تلة «أبران» يا سوسة العظام
- من يطمع في احتلالك سيخدعه الزمان
- كما خدع الإسبان حين دخلوا تمسمان
- يا قبيلة تمسمان افسحي لنا الطريق
- لنتقدم إلى «أومزورو» مدشر المقاومين
- حلقت الطائرات قصفت «سيدي إبراهيم»
- قصفت المجاهدين أبناء الشرفاء
- يا قبيلة تمسمان افسحي لنا الطريق........